# Reinhard Reichhelm
Reinhard Reichhelm (* 21. Januar 1937) ist ein Brigadegeneral außer Dienst des Heeres der Bundeswehr.

## Leben
Reichhelm ist Diplom-Ingenieur. Von April 1985 bis März 1988 war er Regimentskommandeur des Artillerieregiments 1 in der Freiherr-von-Fritsch-Kaserne in Hannover. Danach war er Referatsleiter beim Beauftragten für Erziehung und Ausbildung des Generalinspekteurs der Bundeswehr im Führungsstab der Streitkräfte im Bundesministerium der Verteidigung in Bonn und im Anschluss vom Juli 1991 bis März 1995 im Dienstgrad Oberst der Brigadekommandeur der Heimatschutzbrigade 40 (ab Januar 1995 als Panzergrenadierbrigade 40 bezeichnet) in Schwerin.
In seiner letzten Verwendung war Reichhelm vom 24. März 1995 bis 20. März 1997 Kommandeur der Artillerieschule in Idar-Oberstein, General der Artillerie und Standortältester. Mit Ablauf des März 1997 wurde er in den Ruhestand versetzt.
Reichhelm wohnt in Schwerin.